# 上月美香
上月 美香（こうづき みか、1981年1月11日 - ）は、東京都出身の日本のタレント、女優、歌手、脚本家。血液型はB型。当初はともかわゆりという芸名で、活動。後にヴィヴィアンという事務所に珠樹ともみという芸名で所属していた。現在活動休止中。

## 出演

### テレビ
- 演歌街道 (テレビ埼玉、司会、2005.4-2007.1、2007.12-)
- スター紅白歌合戦 (テレビ埼玉)
- 巣鴨バラエティ座
- 巣鴨バラエティ横丁

### ラジオ
- 演歌最前線 (山口放送)

## ディスコグラフィー
- 「社長お願い Part2」（2007年12月7日、メディア・ジャパン・ミュージックより）小泉千秋とのユニット「SOS」として。
- 「心凍らせて」 (2011年4月、メディア・ジャパン・ミュージックより)